# How Are U?
「How Are U?」（ハウ・アー・ユー）は、安良城紅の7枚目シングル。

## 概要
- 前作から約10ヶ月ぶりとなる。
- サークルKサンクス「THINK BODY PROJECT」CMソング、オリオンビール「サザンスター」2006年秋CMソング（4連続本人CM出演の第1作目）、NHK教育「新感覚☆キーワードで英会話」エンディングテーマ。
- オリコントップ200位シングル以上ランクインされなかった。

## 収録曲
1. How Are U?
  - 作詞：Kenn Kato／作曲・編曲：YANAGIMAN
  - サークルKサンクス「THINK BODY PROJECT」CMソング、オリオンビール「サザンスター」2006年秋CMソング（4連続本人CM出演の第1作目）、NHK教育「新感覚☆キーワードで英会話」エンディングテーマ。
2. Surrender
  - 作詞：Haruka Mochizuki・Beni／作曲・編曲：YANAGIMAN
3. Time After Time
  - 作詞・作曲：Rob Hyman・Cyndi Lauper／編曲：YANAGIMAN
  - シンディ・ローパーのカバー。
4. How Are U? (Instrumental)
5. Surrender (Instrumental)